# Спада, Фабрицио
Фабрицио Спада (итал. Fabrizio Spada; 17 марта 1643, Рим, Папская область — 15 июня 1717, там же) — итальянский куриальный кардинал. Титулярный архиепископ Патры с 8 августа 1672 по 27 мая 1675. Апостольский нунций в Турине с 12 августа 1672 по 3 января 1674. Апостольский нунций во Франции с 3 января 1674 по 27 мая 1675. Камерленго Священной Коллегии кардиналов с 17 мая 1688 по 24 января 1689. Государственный секретарь Святого Престола с 14 июля 1691 по 27 сентября 1700. Архипресвитер базилики Санта-Мария-Маджоре с 28 октября 1699 по 15 июня 1717. Префект Трибунала Апостольской Сигнатуры Правосудия с 4 декабря 1700 по 15 июня 1717. Секретарь Верховной Священной Конгрегации Римской и Вселенской Инквизиции с 1716 года по 15 июня 1717. Кардинал-священник с 27 мая 1675, с титулом церкви Сан-Каллисто с 23 марта 1676 по 23 мая 1689. Кардинал-священник с титулом церкви Сан-Кризогоно с 23 мая 1689 по 30 апреля 1708. Кардинал-священник с титулом церкви Санта-Прасседе с 30 апреля 1708 по 19 февраля 1710. Кардинал-епископ Палестрины с 19 февраля 1710 по 15 июня 1717.

## Ранние годы, образование и священство
Родился Фабрицио Спад 17 марта 1643 года, в Риме. Происходит из рода маркизов Кастельвискардо. Внучатый племянник кардинала Бернардино Спады (1626 год). Племянник кардинала Джованни Баттисты Спады (1654). Племянник кардинала Фабрицио Вералло (1608 год), по линии своей матери.
Образование получил в Университете Перуджи, Перуджа (докторантура in utroque iure, как канонического, так и гражданского права, 21 апреля 1664 года).
В ранние годы, до своего рукоположения в сан священника служил референдарием Трибуналов Апостольской Сигнатуры Правосудия и Милости. Коммендатарий монастыря Санта-Мария д’Аттилия, в епархии Сан-Северино.
Рукоположён в сан священника 22 декабря 1669 году.

## Епископ и кардинал
8 августа 1672 года назначен титулярным архиепископом Патры, с диспенсацией за то, что еще не достиг канонического возраста. 12 августа 1672 года назначен Апостольским нунцием в Савойе. Рукоположён в сан епископа 14 августа 1672 года, в Риме, кардиналом Гаспаро Карпенья. Помощник Папского трона с 15 августа 1672 года. 3 января 1674 года назначен апостольским нунцием во Франции.
Возведён в сан кардинала-священника на консистории от 27 мая 1675 года, получил красную шляпу и титулярную церковь Сан-Каллисто 23 марта 1676 года. 
Участвовал в Конклаве 1676 года, который избрал Папу Иннокентия XI. Папский легат в Урбино с 17 марта 1686 года. Камерленго Священной Коллегии кардиналов с 17 мая 1688 года по 24 января 1689 года. 
23 мая 1689 года избран для титулярной церкви Сан-Кризогоно. Участвовал в Конклаве 1689 года, который избрал Папу Александра VIII. Участвовал в Конклаве 1691 года, который избрал Папу Иннокентия XII. 
Государственный секретарь Святого Престола с 14 июля 1691 года по 27 сентября 1700 года, а также, префект Священной Конгрегации доброго управления. Архипресвитер патриаршей Латеранской базилики с 1698 года по 1699 год. Архипресвитер базилики Санта-Мария-Маджоре с 28 октября 1699 года по 15 июня 1717 года.
Участвовал в Конклаве 1700 года, который избрал Папу Климента XI. Префект Трибунала Апостольской Сигнатуры Правосудия с 4 декабря 1700 года по 15 июня 1717 года. 30 апреля 1708 года избран для титулярной церкви Санта-Прасседе. 19 февраля 1710 года избран кардиналом-епископом с субурбикарной епархией Палестрины. Секретарь Верховной Священной Конгрегации Римской и Вселенской Инквизиции с 1716 года и до своей смерти.

## Смерть
Скончался кардинал Фабрицио Спада 15 июня 1717 года, в 10 часов вечера, в римском дворце своей семьи. Тело было выставлено в церкви Санта-Мария-ин-Валичелла, в Риме, где и состоялись похороны 17 июня 1717 года, а похоронен в часовне Сан-Карло в этой же церкви.